# Departamento de Servicios para la Familia y de Protección de Texas

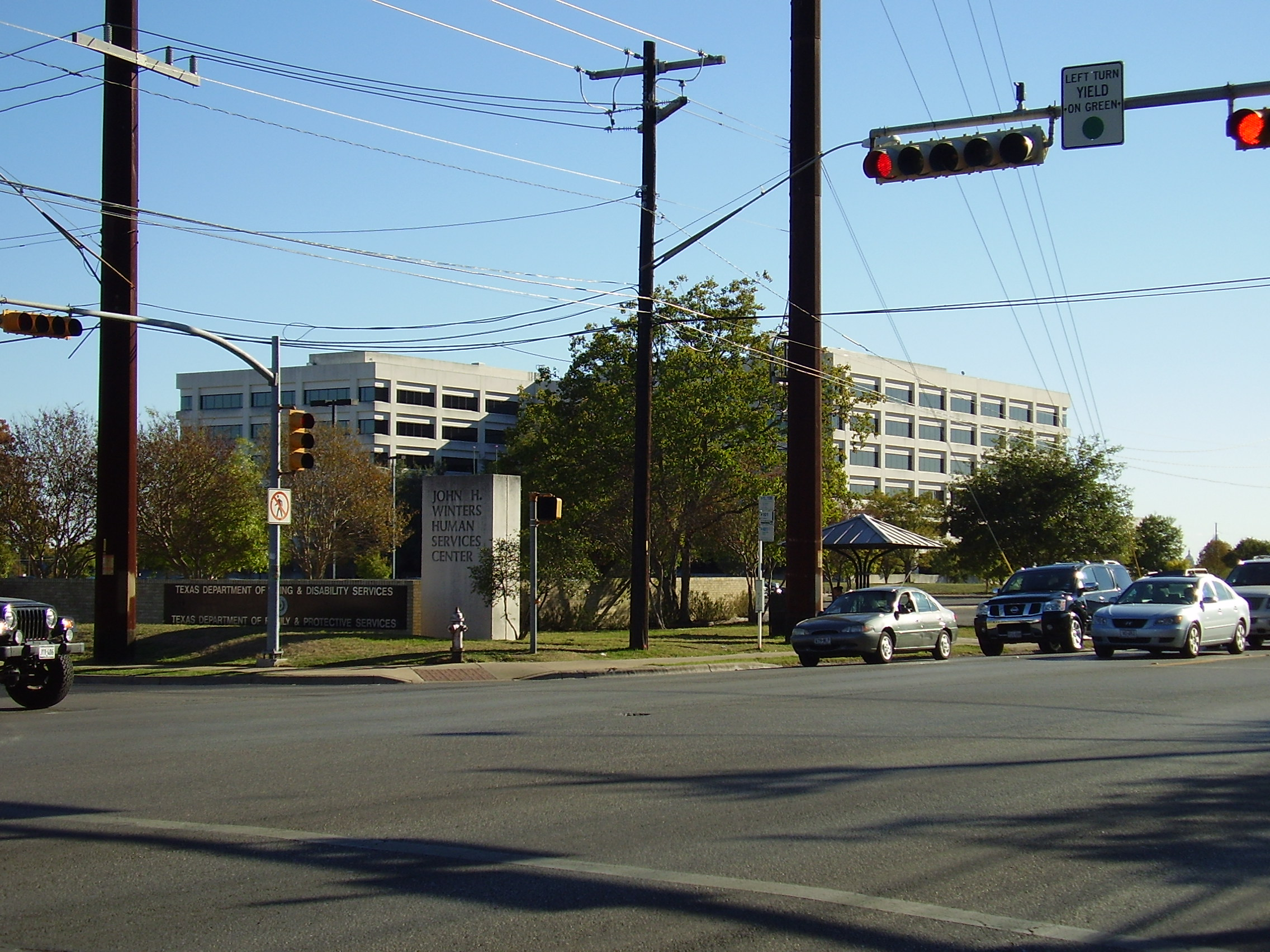
John H. Winters Human Services Center tiene la sede del Departamento de Servicios para la Familia y de Protección de Texas.

El Departamento de Servicios para la Familia y de Protección de Texas (idioma inglés: Texas Department of Family and Protective Services, DFPS) es una agencia del Texas. La agencia tiene la sede en el John H. Winters Human Services Center de 701 West 51st Street en Austin.
El estado creó el departamento en 2003. 	
El departamento se denominaba previamente Departamento de Servicios de Regulación y Protección de Texas (inglés: Texas Department of Protective and Regulatory Services, PRS). En 2008 el departamento hubo controversia por el incidente del YFZ Ranch.